# اندیس سنگ تزئینی (چینی) زاغه بالا
سنگ تزئینی (چینی) زاغه بالا یک اندیس مصالح ساختمانی است که در حوالی شهر شازند استان لرستان قرار دارد و مادهٔ معدنی موجود در آن، سنگ تزئینی است.سنگ میزبان این اندیس سنگ آهک متامورف است و دیرینگی آن به دوران پرموتریاس می‌رسد.